# Alchemilla megalodonta
Alchemilla megalodonta är en rosväxtart som beskrevs av A. Plocek. Alchemilla megalodonta ingår i släktet daggkåpor, och familjen rosväxter. Inga underarter finns listade i Catalogue of Life.